# Chagallo
Los Chagallo fueron un linaje de caciques gennakenk, también denominados “pampas”, “huilliches” o “tehuelches septentrionales”, que vivieron en el Norte de la Patagonia en el siglo XIX.

## Caciques

### Marcelino Chagallo
El cacique Marcelino Chagallo (o Chagayo), también conocido como Utraillán, ejerció la regencia del País de las Manzanas desde la muerte del cacique Chocorí en 1834 hasta que Sayhueque tuvo edad de asumir el mando (c. 1850).

### Juan José Chagallo

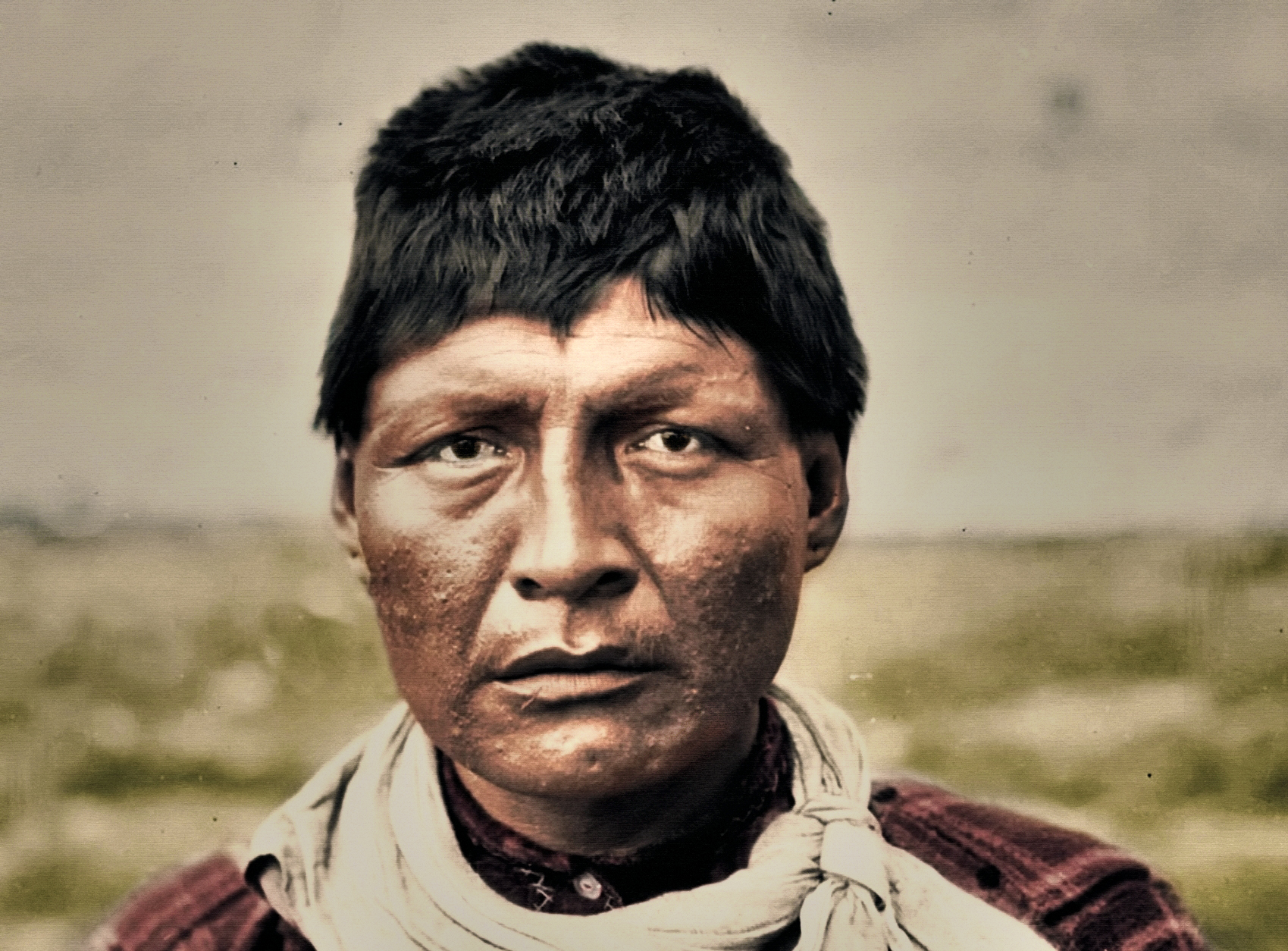
Fotografía coloreada del cacique Juan José Chagallo.

El cacique Juan José Chagallo, nacido hacia 1830, de padre puelche y madre tehuelche, primo hermano de Inacayal, sería hijo del anterior. En 1857 Chagallo acompañó al cacique Yanquetruz a Patagones, para hacer un tratado de paz con el gobierno argentino. Recibió regalos del Coronel Villar. El 24 de agosto de 1860 se firmó el tratado con Patagones. 
En 1863 el viajero Guillermo Cox refiere que su tribu, compuesta por unos 150 individuos, está cerca de la localidad mencionada. En 1865 el explorador suizo Jorge Claraz anota que Chagallo vive en Maquinchao, y que su territorio abarca desde la costa atlántica hasta ese valle o la cordillera. En 1867 figura en la lista de “Indios Amigos” del Comandante Linares, de Patagones. 
En 1876 el explorador argentino Francisco Moreno lo menciona entre los caciques huilliches que obedecen a Sayhueque, y así consta en la lista que este jefe envía al gobernador patagónico Álvaro Barros en 1881, en el transcurso de la Conquista del Desierto.
Tras la ruptura de los pactos por el Estado argentino, Chagallo participa, en diciembre de 1883, en el parlamento indígena de Schuneparia donde los caciques de origen manzanero, tehuelche y mapuche forman una alianza para resistir hasta la muerte el avance del ejército argentino. En 1884 choca con las tropas de Oris de Roa a orillas del río Senguer. En 1885, tras la derrota, Chagallo acompaña a Sayhueque a Buenos Aires, y se entrevista con el gobierno nacional para pedir la libertad de su esposa e hijos detenidos en la isla Martín García. Hacia 1900 los Chagallo se establecen en Cona Niyeu, en la meseta de Somuncurá. Allí muere en 1912.